# Saison 2023 de l'équipe cycliste Soudal Quick-Step
La saison 2023 de l'équipe Soudal Quick-Step est la vingt-et-unième de cette équipe. Le sponsor Alpha Vinyl est remplacé par Soudal.

## Coureurs et encadrement technique

### Effectif
| Coureur            | Date de Nais.     | Nationalité        | Équipe en 2022                     | Vict. | Cont.             | Maillot dist.              |
| ------------------ | ----------------- | ------------------ | ---------------------------------- | ----- | ----------------- | -------------------------- |
| Julian Alaphilippe | 11 juin 1992      | France             | Quick-Step Alpha Vinyl             | 2     | 01/2014 - 12/2024 |                            |
| Kasper Asgreen     | 8 février 1995    | Danemark           | Quick-Step Alpha Vinyl             | 3     | 04/2018 - 12/2024 | - Contre-la-montre         |
| Andrea Bagioli     | 23 mars 1999      | Italie             | Quick-Step Alpha Vinyl             | 3     | 01/2020 - 12/2023 |                            |
| Davide Ballerini   | 21 septembre 1994 | Italie             | Quick-Step Alpha Vinyl             | 0     | 01/2020 - 12/2023 |                            |
| Mattia Cattaneo    | 25 octobre 1990   | Italie             | Quick-Step Alpha Vinyl             | 1     | 01/2020 - 12/2025 |                            |
| Rémi Cavagna       | 10 août 1995      | France             | Quick-Step Alpha Vinyl             | 5     | 01/2017 - 12/2023 | - Contre-la-montre         |
| Josef Černý        | 11 mai 1993       | République tchèque | Quick-Step Alpha Vinyl             | 1     | 01/2021 - 12/2025 |                            |
| Tim Declercq       | 21 mars 1989      | Belgique           | Quick-Step Alpha Vinyl             | 0     | 01/2017 - 12/2023 |                            |
| Dries Devenyns     | 22 juillet 1983   | Belgique           | Quick-Step Alpha Vinyl             | 0     | 01/2017 - 12/2023 |                            |
| Remco Evenepoel    | 25 janvier 2000   | Belgique           | Quick-Step Alpha Vinyl             | 13    | 01/2019 - 12/2026 | - Contre-la-montre - Route |
| Jan Hirt           | 21 janvier 1991   | République tchèque | Intermarché-Wanty-Gobert Matériaux | 0     | 01/2023 - 12/2024 |                            |
| Fabio Jakobsen     | 31 août 1996      | Pays-Bas           | Quick-Step Alpha Vinyl             | 7     | 01/2018 - 12/2023 |                            |
| James Knox         | 4 novembre 1995   | Royaume-Uni        | Quick-Step Alpha Vinyl             | 0     | 01/2018 - 12/2023 |                            |
| Yves Lampaert      | 10 mai 1991       | Belgique           | Quick-Step Alpha Vinyl             | 0     | 01/2015 - 12/2025 |                            |
| Fausto Masnada     | 6 novembre 1993   | Italie             | Quick-Step Alpha Vinyl             | 0     | 08/2020 - 12/2024 |                            |
| Tim Merlier        | 30 octobre 1992   | Belgique           | Alpecin-Deceuninck                 | 11    | 01/2023 - 12/2025 |                            |
| Michael Mørkøv     | 30 avril 1985     | Danemark           | Quick-Step Alpha Vinyl             | 0     | 01/2018 - 12/2023 |                            |
| Casper Pedersen    | 15 mars 1996      | Danemark           | Team DSM                           | 1     | 01/2023 - 12/2024 |                            |
| Mauro Schmid       | 4 décembre 1999   | Suisse             | Quick-Step Alpha Vinyl             | 1     | 01/2022 - 12/2023 |                            |
| Florian Sénéchal   | 10 juillet 1993   | France             | Quick-Step Alpha Vinyl             | 0     | 01/2018 - 12/2023 |                            |
| Pieter Serry       | 21 novembre 1988  | Belgique           | Quick-Step Alpha Vinyl             | 0     | 01/2013 - 12/2025 |                            |
| Jannik Steimle     | 4 avril 1996      | Allemagne          | Quick-Step Alpha Vinyl             | 0     | 01/2020 - 12/2023 |                            |
| Martin Svrček      | 17 février 2003   | Slovaquie          | Quick-Step Alpha Vinyl             | 0     | 07/2022 - 12/2024 |                            |
| Bert Van Lerberghe | 29 septembre 1992 | Belgique           | Quick-Step Alpha Vinyl             | 0     | 01/2020 - 12/2025 |                            |
| Stan Van Tricht    | 20 septembre 1999 | Belgique           | Quick-Step Alpha Vinyl             | 0     | 01/2022 - 12/2023 |                            |
| Ilan Van Wilder    | 14 mai 2000       | Belgique           | Quick-Step Alpha Vinyl             | 3     | 11/2021 - 12/2025 |                            |
| Mauri Vansevenant  | 1er juin 1999     | Belgique           | Quick-Step Alpha Vinyl             | 1     | 07/2020 - 12/2026 |                            |
| Ethan Vernon       | 26 août 2000      | Royaume-Uni        | Quick-Step Alpha Vinyl             | 5     | 01/2022 - 12/2023 |                            |
| Louis Vervaeke     | 6 octobre 1993    | Belgique           | Quick-Step Alpha Vinyl             | 0     | 01/2022 - 12/2025 |                            |

## Champions nationaux, continentaux et mondiaux
| Date              | Course                                                              | Maillot | Coureurs        | Pays     | Lieu     |
| ----------------- | ------------------------------------------------------------------- | ------- | --------------- | -------- | -------- |
| 22 juin 2023      | Championnat de France du contre-la-montre                           |         | Rémi Cavagna    | France   | Cassel   |
| 22 juin 2023      | Championnat du Danemark du contre-la-montre                         |         | Kasper Asgreen  | Danemark | Aalborg  |
| 25 juin 2023      | Championnat de Belgique de cyclisme sur route                       |         | Remco Evenepoel | Belgique | Iseghem  |
| 8 août 2023       | Championnat du monde - Contre-la-montre par équipes en relais mixte |         | Mauro Schmid    | Écosse   | Glasgow  |
| 11 août 2023      | Championnat du monde du contre-la-montre                            |         | Remco Evenepoel | Écosse   | Stirling |
| 21 septembre 2023 | Championnat d'Europe - Contre-la-montre par équipes en relais mixte |         | Rémi Cavagna    | Pays-Bas | Emmen    |

## Classement UCI par équipes
Le classement UCI par équipes se calcule en comptabilisant les points des 20 meilleurs coureurs de l'équipe. Ce classement est calculé avec les points acquis lors de l'année civile. Au terme d'une période de trois ans (2023-2025), les dix-huit meilleures équipes recevront une licence World Tour pour la prochaine période (2026-2028).
| Classement UCI (par équipes) au 17 octobre 2023. | Classement UCI (par équipes) au 17 octobre 2023. | Classement UCI (par équipes) au 17 octobre 2023. | Classement UCI (par équipes) au 17 octobre 2023. | Classement UCI (par équipes) au 17 octobre 2023. |
| #                                                | Pays                                             | Pts. 2023                                        | Diff.                                            |                                                  |
| ------------------------------------------------ | ------------------------------------------------ | ------------------------------------------------ | ------------------------------------------------ | ------------------------------------------------ |
| 1                                                | UAE Team Emirates                                | 30963,18                                         | -                                                |                                                  |
| 2                                                | Jumbo-Visma                                      | 29654,45                                         | 1303,73                                          |                                                  |
| 3                                                | Soudal Quick-Step                                | 18702,85                                         | 10951,60                                         |                                                  |
| 4                                                | Ineos Grenadiers                                 | 17760,93                                         | 941,92                                           |                                                  |
| 5                                                | Lidl-Trek                                        | 16054,45                                         | 1706,48                                          |                                                  |
| 6                                                | Bahrain Victorious                               | 15787,81                                         | 266,64                                           |                                                  |
| 7                                                | Groupama-FDJ                                     | 14834,51                                         | 953,30                                           |                                                  |
| 8                                                | Alpecin-Deceuninck                               | 14519,25                                         | 315,26                                           |                                                  |
| 9                                                | Lotto Dstny                                      | 14112,83                                         | 406,42                                           |                                                  |
| 10                                               | Bora-Hansgrohe                                   | 13325,13                                         | 787,45                                           |                                                  |
| 11                                               | EF Education-EasyPost                            | 11818,69                                         | 1506,44                                          |                                                  |
| 12                                               | Movistar                                         | 10989,53                                         | 829,16                                           |                                                  |
| 13                                               | Team Jayco AlUla                                 | 10737,65                                         | 251,88                                           |                                                  |
| 14                                               | Intermarché-Circus-Wanty                         | 10492,28                                         | 245,37                                           |                                                  |
| 15                                               | Cofidis                                          | 10437,41                                         | 54,87                                            |                                                  |
| 16                                               | Israel-Premier Tech                              | 10022,00                                         | 415,41                                           |                                                  |
| 17                                               | DSM-Firmenich                                    | 9102,20                                          | 919,80                                           |                                                  |
| 18                                               | AG2R Citroën                                     | 9096,00                                          | 6,20                                             |                                                  |
| 19                                               | Team Arkéa-Samsic                                | 7229,00                                          | 1867,00                                          |                                                  |
| 20                                               | Astana Qazaqstan                                 | 7044,44                                          | 184,56                                           |                                                  |
| 21                                               | Uno-X Pro                                        | 6569,00                                          | 478,44                                           |                                                  |
| 22                                               | TotalEnergies                                    | 5765,00                                          | 804,00                                           |                                                  |

| Liste des vingt coureurs marquant des points pour le classement UCI par équipes 2023. | Liste des vingt coureurs marquant des points pour le classement UCI par équipes 2023. | Liste des vingt coureurs marquant des points pour le classement UCI par équipes 2023. |
| #                                                                                     | Coureur                                                                               | Points                                                                                |
| ------------------------------------------------------------------------------------- | ------------------------------------------------------------------------------------- | ------------------------------------------------------------------------------------- |
| 1                                                                                     | Remco Evenepoel                                                                       | 5611,71                                                                               |
| 2                                                                                     | Andrea Bagioli                                                                        | 1680,00                                                                               |
| 3                                                                                     | Ilan Van Wilder                                                                       | 1364,00                                                                               |
| 4                                                                                     | Tim Merlier                                                                           | 1125,38                                                                               |
| 5                                                                                     | Yves Lampaert                                                                         | 1065,67                                                                               |
| 6                                                                                     | Julian Alaphilippe                                                                    | 938,00                                                                                |
| 7                                                                                     | Kasper Asgreen                                                                        | 930,67                                                                                |
| 8                                                                                     | Mauro Schmid                                                                          | 884,71                                                                                |
| 9                                                                                     | Rémi Cavagna                                                                          | 718,33                                                                                |
| 10                                                                                    | Fabio Jakobsen                                                                        | 688,00                                                                                |
| 11                                                                                    | Ethan Vernon                                                                          | 631,00                                                                                |
| 12                                                                                    | Mattia Cattaneo                                                                       | 591,00                                                                                |
| 13                                                                                    | Davide Ballerini                                                                      | 498,00                                                                                |
| 14                                                                                    | Florian Sénéchal                                                                      | 394,67                                                                                |
| 15                                                                                    | Stan Van Tricht                                                                       | 374,00                                                                                |
| 16                                                                                    | Casper Pedersen                                                                       | 349,00                                                                                |
| 17                                                                                    | Mauri Vansevenant                                                                     | 257,00                                                                                |
| 18                                                                                    | James Knox                                                                            | 226,00                                                                                |
| 19                                                                                    | Fausto Masnada                                                                        | 210,00                                                                                |
| 20                                                                                    | Louis Vervaeke                                                                        | 165,71                                                                                |
| TOTAL                                                                                 | TOTAL                                                                                 | 18702,85                                                                              |

## Classement UCI individuel en fin de saison
| 3   | Remco Evenepoel    | 5611,71 |
| 34  | Andrea Bagioli     | 1680,00 |
| 54  | Ilan Van Wilder    | 1364,00 |
| 73  | Tim Merlier        | 1125,38 |
| 78  | Yves Lampaert      | 1065,67 |
| 87  | Julian Alaphilippe | 938,00  |
| 88  | Kasper Asgreen     | 930,67  |
| 95  | Mauro Schmid       | 884,71  |
| 123 | Rémi Cavagna       | 718,33  |
| 131 | Fabio Jakobsen     | 688,00  |

| 147 | Ethan Vernon      | 631,00 |
| 160 | Mattia Cattaneo   | 591,00 |
| 182 | Davide Ballerini  | 498,00 |
| 232 | Florian Sénéchal  | 394,67 |
| 249 | Stan Van Tricht   | 374,00 |
| 268 | Casper Pedersen   | 349,00 |
| 343 | Mauri Vansevenant | 257,00 |
| 379 | James Knox        | 226,00 |
| 410 | Fausto Masnada    | 210,00 |
| 499 | Louis Vervaeke    | 165,71 |

| 519  | Jannik Steimle     | 153,00 |
| 563  | Bert Van Lerberghe | 138,71 |
| 597  | Martin Svrček      | 128,00 |
| 860  | Josef Černý        | 75,71  |
| 1103 | Michael Mørkøv     | 50,00  |
| 1174 | Jan Hirt           | 46,00  |
| 1261 | Tim Declercq       | 40,67  |
| 1334 | Pieter Serry       | 37,71  |
| 2139 | Dries Devenyns     | 10,00  |